# プリントショップ
プリントショップとは、Broderbundのバナー（横断幕）・パンフレット・ブローシュア作成ソフト。
アメリカ合衆国ではホームパーティーや学校でのパーティー、ガレージセールなど横断幕や招待状、メニューを書いたチラシなどを作成する機会が多く、ワープロソフトの表現力が向上するまでは必需ソフトであった。イラストアートの追加キットとして「プリントショップコンパニオン」も発売された。
日本ではシステムソフトが移植したが、パーティーの習慣がない日本ではマイナーなソフトになった。
また、ソニーがMSX2用に移植した「プリントショップ」「プリントショップII」が存在した。